# Mateus Uribe
Pour les articles homonymes, voir Uribe.
Andrés Mateus Uribe Villa, né le 21 mars 1991 à Medellín en Colombie, est un footballeur international colombien, qui évolue au poste de milieu de terrain à l'Atlético Nacional.

## Biographie

### Carrière en club

#### Atlético Nacional
Il termine deuxième de la Copa Sudamericana 2016 à la suite du crash de l'avion de l'équipe de Chapocoense. La CONMEBOL décerne le titre à Chapecoense. En décembre 2016, il participe à la Coupe du monde des clubs de la FIFA au Japon, où il finit à la troisième place (s'inclinant en demi-finale face à Kashima Antlers et battant en petite finale le Club América).

#### Club América
Le 1er août 2017, il rejoint le Club América évoluant en Liga MX. Le 8 août, il fait ses débuts en Coupe du Mexique lors d'une victoire de 2-1 contre les Potros UAEM en jouant les 34 dernières minutes. Puis, il inscrit son premier but le 30 septembre, lors d'une victoire 2-1 contre le Deportivo Toluca. 
Il inscrit son premier doublé avec le club, le 13 février lors d'une victoire 4-1 contre les Monarcas Morelia. Le 21 février, il inscrit son deuxième doublé contre le Deportivo Saprissa, lors d'une rencontre de la Ligue des champions (victoire 5-1). Puis, le 10 mars, il inscrit son troisième doublé contre le Club León (victoire 2-0).

#### FC Porto
Le 5 août 2019, le FC Porto annonce sa signature contre 9,5 millions d'euros. Il signe un contrat de 4 ans avec les Dragons et hérite du numéro 16 d'Héctor Herrera.
Il dispute son premier match lors de la défaite du FC Porto sur sa pelouse 3-2 en barrages retour de la Ligue des Champions face au FK Krasnodar. Uribe inscrit son premier but sur la pelouse du SC Braga, le 25 juillet 2020 lors de l'ultime journée du championnat. 

#### Al-Sadd
Le 5 juin 2023, le club qatari d'Al-Sadd SC annonce la signature d'Uribe jusqu'en 2027.

### Carrière internationale
Le 26 janvier 2017, il honore sa première sélection contre le Brésil en amical. La rencontre se solde par une défaite 1-0 des Colombiens.
Après l'élimination de la Colombie en huitièmes du finale du Mondial 2018, Mateus Uribe et son compatriote Carlos Bacca font l'objet de menaces de mort : il leur est notamment reproché d'avoir raté leur tir au but contre l'Angleterre.

## Statistiques

### Statistiques détaillées
| Saison                | Club                  | Championnat           | Championnat | Championnat | Coupe(s) nationale(s) | Coupe(s) nationale(s) | Compétition(s) continentale(s) | Compétition(s) continentale(s) | Compétition(s) continentale(s) | Coupe du mondedes clubs | Coupe du mondedes clubs | Séries | Séries | Colombie | Colombie | Total | Total |
| Saison                | Club                  | Division              | M.          | B.          | M.                    | B.                    | Comp.                          | M.                             | B.                             | M.                      | B.                      | M.     | B.     | M.       | B.       | M.    | B.    |
| 2010-2011             | Deportivo Español     | Primera B             | 4           | 2           | -                     | -                     | -                              | -                              | -                              | -                       | -                       | -      | -      | -        | -        | 4     | 2     |
| 2012                  | Envigado FC           | Ouv.+Clo.             | 14+16       | 1+0         | 5                     | 2                     | CS                             | 4                              | 0                              | -                       | -                       | -      | -      | -        | -        | 39    | 3     |
| 2013                  | Envigado FC           | Ouv.+Clo.             | 14+14       | 0+3         | 4                     | 1                     | -                              | -                              | -                              | -                       | -                       | -      | -      | -        | -        | 32    | 4     |
| 2014                  | Envigado FC           | Ouv.+Clo.             | 14+13       | 2+1         | 2                     | 0                     | -                              | -                              | -                              | -                       | -                       | 2      | 0      | -        | -        | 31    | 3     |
| Sous-total            | Sous-total            | Sous-total            | 85          | 7           | 11                    | 3                     | -                              | 4                              | 0                              | 0                       | 0                       | 2      | 0      | 0        | 0        | 102   | 10    |
| 2015                  | Deportes Tolima       | Ouv.+Clo.             | 16+11       | 1+1         | 7                     | 1                     | CS                             | 3                              | 0                              | -                       | -                       | 2+4    | 0      | -        | -        | 43    | 3     |
| 2016                  | Deportes Tolima       | Ouv.                  | 16          | 7           | 5                     | 3                     | -                              | -                              | -                              | -                       | -                       | -      | -      | -        | -        | 21    | 10    |
| Sous-total            | Sous-total            | Sous-total            | 43          | 9           | 12                    | 4                     | -                              | 3                              | 0                              | 0                       | 0                       | 6      | 0      | 0        | 0        | 64    | 13    |
| 2016                  | Atlético Nacional     | Clo.                  | 10          | 1           | 8                     | 0                     | CS                             | 7                              | 1                              | 2                       | 0                       | 1      | 0      | -        | -        | 28    | 2     |
| 2017                  | Atlético Nacional     | Ouv.                  | 12          | 4           | -                     | -                     | CL                             | 2                              | 1                              | -                       | -                       | 5      | 1      | 3        | 0        | 22    | 6     |
| Sous-total            | Sous-total            | Sous-total            | 22          | 5           | 8                     | 0                     | -                              | 9                              | 2                              | 2                       | 0                       | 6      | 1      | 3        | 0        | 50    | 8     |
| 2017-2018             | Club América          | Ouv.+Clo.             | 9+14        | 3+5         | 3                     | 0                     | LCC                            | 5                              | 3                              | -                       | -                       | 7      | 3      | 8        | 0        | 46    | 14    |
| 2018-2019             | Club América          | Ouv.+Clo.             | 14+10       | 3+0         | 6                     | 0                     | -                              | -                              | -                              | -                       | -                       | 9      | 0      | 10       | 2        | 49    | 5     |
| 2019-2020             | Club América          | Ouv.                  | 2           | 1           | 1                     | 0                     | -                              | -                              | -                              | -                       | -                       | -      | -      | -        | -        | 3     | 1     |
| Sous-total            | Sous-total            | Sous-total            | 49          | 12          | 10                    | 0                     | -                              | 5                              | 3                              | 0                       | 0                       | 16     | 3      | 18       | 2        | 98    | 20    |
| 2019-2020             | FC Porto              | Primeira Liga         | 26          | 1           | 7                     | 0                     | C1+C3                          | 1+7                            | 0                              | -                       | -                       | -      | -      | 5        | 1        | 46    | 2     |
| 2020-2021             | FC Porto              | Primeira Liga         | 31          | 4           | 6                     | 0                     | C1                             | 9                              | 1                              | -                       | -                       | -      | -      | 7        | 1        | 53    | 6     |
| 2021-2022             | FC Porto              | Primeira Liga         | 25          | 1           | 5                     | 2                     | C1+C3                          | 4+4                            | 0+1                            | -                       | -                       | -      | -      | 9        | 1        | 47    | 5     |
| 2022-2023             | FC Porto              | Primeira Liga         | 31          | 4           | 13                    | 0                     | C1                             | 7                              | 1                              | -                       | -                       | -      | -      | 5        | 0        | 56    | 5     |
| Sous-total            | Sous-total            | Sous-total            | 113         | 10          | 31                    | 2                     | -                              | 32                             | 3                              | -                       | -                       | -      | -      | 26       | 3        | 202   | 18    |
| 2023-2024             | Al-Sadd SC            | Qatar Stars League    | 9           | 0           | 5                     | 1                     | C1                             | 5                              | 1                              | -                       | -                       | -      | -      | 14       | 1        | 33    | 3     |
| 2024-2025             | Al-Sadd SC            | Qatar Stars League    | 5           | 0           | 5                     | 1                     | C1                             | 2                              | 0                              | -                       | -                       | -      | -      | 1        | 0        | 13    | 1     |
| Sous-total            | Sous-total            | Sous-total            | 14          | 0           | 5                     | 1                     | -                              | 7                              | 1                              | -                       | -                       | -      | -      | 15       | 1        | 41    | 3     |
| Total sur la carrière | Total sur la carrière | Total sur la carrière | 330         | 45          | 77                    | 10                    | -                              | 60                             | 9                              | 2                       | 0                       | 30     | 4      | 62       | 6        | 561   | 74    |

### En sélection nationale
| Saison                | Sélection             | Phases finales        | Phases finales | Phases finales | Phases finales | Éliminatoires CDM | Éliminatoires CDM | Éliminatoires CDM | Matchs amicaux | Matchs amicaux | Matchs amicaux | Total | Total | Total |
| Saison                | Sélection             | Compétition           | M              | B              | Pd             | M                 | B                 | Pd                | M              | B              | Pd             | M     | B     | Pd    |
| --------------------- | --------------------- | --------------------- | -------------- | -------------- | -------------- | ----------------- | ----------------- | ----------------- | -------------- | -------------- | -------------- | ----- | ----- | ----- |
| 2016-2017             | Colombie              | -                     | -              | -              | -              | 2                 | 0                 | 0                 | 1              | 0              | 0              | 3     | 0     | 0     |
| 2017-2018             | Colombie              | Coupe du monde 2018   | 3              | 0              | 0              | 0                 | 0                 | 0                 | 5              | 0              | 0              | 8     | 0     | 0     |
| 2018-2019             | Colombie              | Copa América 2019     | 3              | 0              | 0              | -                 | -                 | -                 | 7              | 2              | 0              | 10    | 2     | 0     |
| 2019-2020             | Colombie              | -                     | -              | -              | -              | -                 | -                 | -                 | 5              | 1              | 0              | 5     | 1     | 0     |
| 2020-2021             | Colombie              | Copa América 2021     | 3              | 0              | 0              | 4                 | 1                 | 0                 | -              | -              | -              | 7     | 1     | 0     |
| 2021-2022             | Colombie              | -                     | -              | -              | -              | 9                 | 1                 | 0                 | -              | -              | -              | 9     | 1     | 0     |
| 2022-2023             | Colombie              | -                     | -              | -              | -              | -                 | -                 | -                 | 5              | 0              | 2              | 5     | 0     | 2     |
| 2023-2024             | Colombie              | Copa América 2024     | 6              | 0              | 0              | 6                 | 1                 | 0                 | 2              | 0              | 0              | 14    | 1     | 0     |
| Total sur la carrière | Total sur la carrière | Total sur la carrière | 15             | 0              | 0              | 21                | 3                 | 0                 | 25             | 3              | 2              | 61    | 6     | 2     |

### Buts internationaux
| Buts internationaux de Mateus Uribe | Buts internationaux de Mateus Uribe | Buts internationaux de Mateus Uribe | Buts internationaux de Mateus Uribe                    | Buts internationaux de Mateus Uribe | Buts internationaux de Mateus Uribe | Buts internationaux de Mateus Uribe | Buts internationaux de Mateus Uribe | Buts internationaux de Mateus Uribe |
| 0                                   | Date                                | Sél.                                | Lieu                                                   | Adversaire                          | Score                               | Résultat                            | Détail                              | Compétition                         |
| ----------------------------------- | ----------------------------------- | ----------------------------------- | ------------------------------------------------------ | ----------------------------------- | ----------------------------------- | ----------------------------------- | ----------------------------------- | ----------------------------------- |
| 1                                   | 9 juin 2019                         | 18                                  | Estadio Monumental, Lima, Pérou                        | Pérou                               | 0-1                                 | 0-3                                 | 23e                                 | Match amical                        |
| 2                                   | 9 juin 2019                         | 18                                  | Estadio Monumental, Lima, Pérou                        | Pérou                               | 0-2                                 | 0-3                                 | 65e                                 | Match amical                        |
| 3                                   | 19 novembre 2019                    | 26                                  | Red Bull Arena, Harrison, États-Unis                   | Équateur                            | 1-0                                 | 1-0                                 | 42e                                 | Match amical                        |
| 4                                   | 4 juin 2021                         | 29                                  | Estadio Nacional, Lima, Pérou                          | Pérou                               | 0-2                                 | 0-3                                 | 49e                                 | Éliminatoires Coupe du Monde 2022   |
| 5                                   | 24 mars 2022                        | 42                                  | Metropolitano Roberto Meléndez, Barranquilla, Colombie | Bolivie                             | 3-0                                 | 3-0                                 | 90e                                 | Éliminatoires Coupe du Monde 2022   |

## Palmarès
Atlético Nacional
- Champion de Colombie en 2017 (ouverture).
- Vainqueur de la Coupe de Colombie en 2016.

 FC Porto
- Champion du Portugal en 2020 et 2022.
  - Vice-champion du Portugal en 2021 et 2023.
- Vainqueur de la Coupe du Portugal en 2020, 2022 et 2023.
- Vainqueur de la Supercoupe du Portugal en 2020 et 2022.
- Vainqueur de la Coupe de la Ligue en 2023.